# Lavinia Agache
Lavinia Agache (Căiuţi, 11 de fevereiro de 1968) foi uma ginasta que competiu em provas de ginástica artística pela Romênia. 
Lavinia iniciou-se nas práticas gímnicas entre 1974 e 1975, aos seis anos, sob os cuidados dos treinadores Mihai Agoston e Maria Florescu, na Onesti Gymnastics School. Selecionada a ingressar no ginásio nacional Deva, passou a treinar com  Marta e Béla Károlyi. No fim da carreira, Agache foi tutorada por Octavian Belu, Maria Cosma e Adrian Goreac.
Entre seus maiores arquivamentos estão uma medalha de ouro olímpica por equipes e uma de bronze no salto, conquistada da edição norte-americana de Los Angeles, em 1984; quatro medalhas mundiais - três pratas e um bronze - conquistadas na edição de Budapeste em 1983; e três europeias, conquistadas no Campeonato de Goteburgo, também em 1983. Além, é a campeã do concurso geral do Nacional Romeno do mesmo ano.
Em 1985, uma lesão durante os Jogos Universitários, interrompeu sua carreira competitiva. Seis anos mais tarde, competiu novamente no World Professional Championships, no qual não conquistou medalhas. Formou-se no mesmo ano e migrou para os Estados Unidos, com o intuito de tornar-se técnica. Casada com Tom Carney, treinaram no ginásio Everglades Gymnastics, localizado no estado da Flórida. Alguns anos mais tarde, mudaram-se para a California.